# Edu García
Eduardo García León, noto come Edu García (Siviglia, 13 luglio 1969), è un ex calciatore spagnolo, di ruolo centrocampista.

## Biografia
Ha tre fratelli calciatori: Gerardo, Moisés e Manuel Candelas.

## Carriera
Inizia la carriera nell'Osasuna B, prima di passare alla prima squadra nel 1988. Con l'Osasuna gioca due stagioni nella massima divisione spagnola, ottenendo come miglior piazzamento l'ottavo posto nella stagione 1989-1990. Nel corso della stagione seguente passa in prestito allo Xerez, con cui retrocede in terza serie a causa dell'ultimo posto nella Segunda División 1990-1991.
Tornato all'Osasuna, ove gioca ancora un incontro nella massima serie, passa durante il corso della stagione all'Alavés, militante nella terza divisione. Con il club basco sfiora la promozione durante i play-off della Segunda División B 1991-1992. Nella stagione 1992-1993 passa ai cadetti del Racing Santander, con cui ottiene la promozione nella massima serie iberica a seguito dei play-off vinti contro i catalani dell'Espanyol. Nel campionato successivo Edu García con i suoi ottiene l'ottavo posto finale.
Nel 1994 passa al Las Palmas, con cui sfiora la promozione in cadetteria al termine della Segunda División B 1994-1995. Nel corso del campionato seguente passa al Granada, con cui gioca sino al 1999, sempre nella terza serie spagnola. Nel 1999 torna a giocare in cadetteria in forza all'Elche, con cui ottiene il quindicesimo posto nella Segunda División 1999-2000.
La stagione seguente passa all'Albacete, sempre nella seconda serie spagnola. Con il Queso Mecánico ottenne il quinto posto finale. Nel 2001 torna a giocare in terza serie in forza all'Hércules, che lascerà nel corso della Segunda División B 2002-2003 ingaggiato dal CD Logroñés, club in cui giocherà sino al 2007, ad esclusione di una stagione in forza al Logroñés CF.